# Gora Kahovskogo
Der Gora Kahovskogo (englische Transkription von russisch Гора Каховского Gora Kachowskowo) ist ein Berg im ostantarktischen Mac-Robertson-Land. Er ragt im südlichen Teil der Prince Charles Mountains auf.
Russische Wissenschaftler benannten ihn. Der Namensgeber ist nicht überliefert.